# Wasserhochbehälter (Löhnberg)

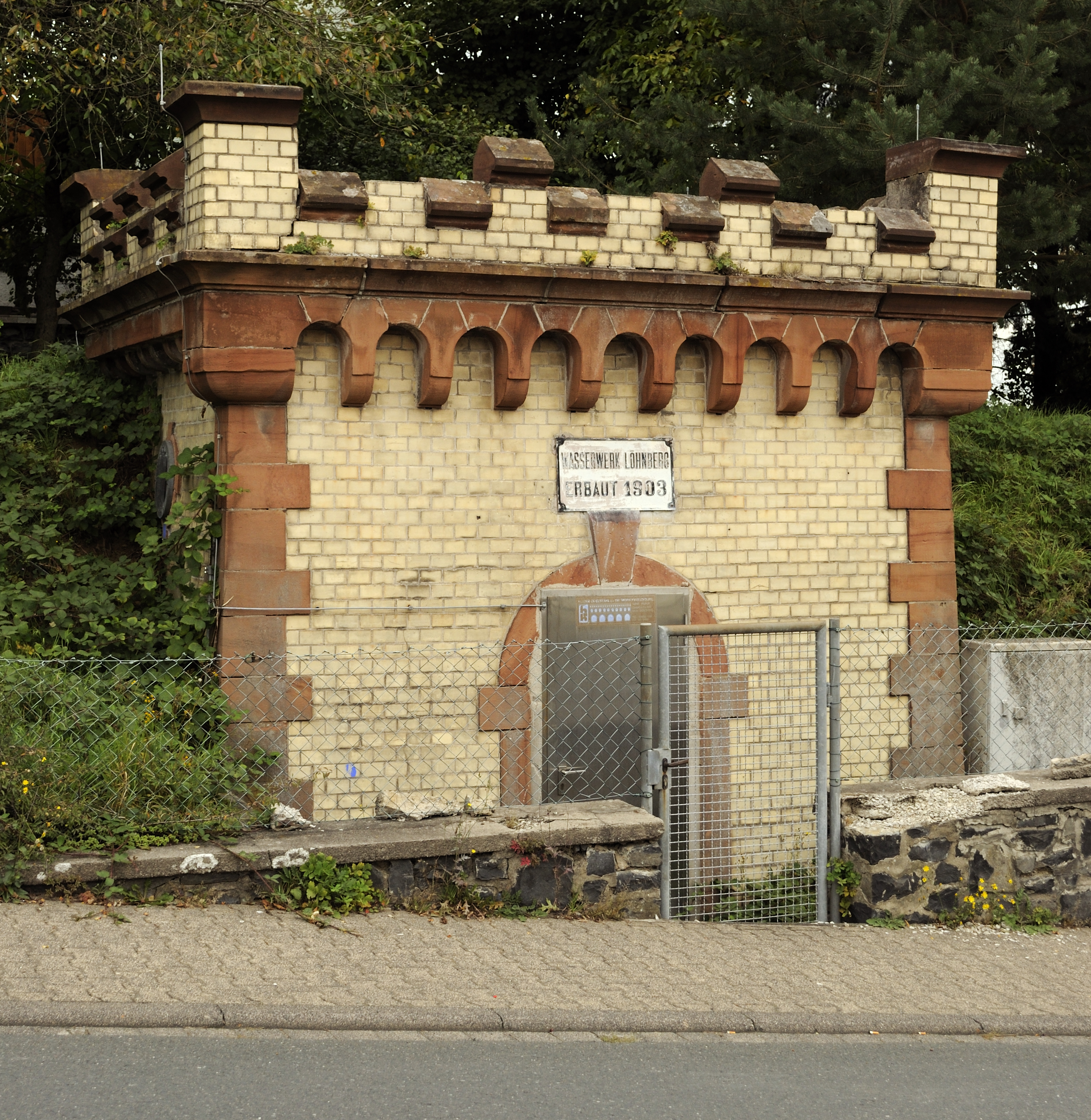
Wasserhochbehälter in Löhnberg

Der Wasserhochbehälter in Löhnberg, einer Gemeinde im mittelhessischen Landkreis Limburg-Weilburg, wurde 1903 errichtet. Der Wasserhochbehälter an der Waldhäuser Straße Ecke Kirschbergstraße ist ein geschütztes Kulturdenkmal.
Der kleine Bau besteht aus hellgelbem Backsteinmauerwerk mit Eckquaderung und Bogenfries aus Sandstein. Zinnen und der Bogenfries erinnern an einen mittelalterlichen Stil.
Der Wasserhochbehälter war ein wesentlicher Bestandteil der damals neuen Wasserversorgung.